# Tears On My Pillow
Tears On My Pillow (en español, Lágrimas en mi almohada) es una canción Doo wop compuesta por Sylvester Bradford y Al Lewis en 1958. La primera grabación del tema fue realizada por el grupo vocal Little Anthony & the Imperials. El tema se hizo popular en 1978 al ser incluida una versión del mismo en la banda sonora de la película Grease, aunque la versión más exitosa fue la realizó la cantante australiana Kylie Minogue, que alcanzó los primeros puestos de las listas de éxitos en 1990. 

## Versión Original
La primera versión de la canción pertenece a "The Imperials", un conjunto vocal que previamente se habían hecho llamar "The Duponts" y "The Chesters". Alan Freed, dj de Brooklyn, Nueva York, le dio gran publicidad al vocalista principal del grupo, Anthony Gourdine, con lo que finalmente la banda adoptó en nombre de "Little Anthony & the Imperials".
"Tears On My Pillow" alcanzó el puesto número 4 en los Estados Unidos, junto con su cara B, "Two People in the World", que fue un éxito también, vendiendo alrededor de un millón de copias. "Tears On My Pillow" fue el sencillo más exitoso del periodo doo wop de los Imperials. Su éxito sólo sería igualado por el sencillo de 1965 "Goin' Out of My Head".

## Sencillos
7" Single PWL 171 000-7	1958

1. 	Tears On My Pillow	  	2:28
2. 	We Know The Meaning Of Love		3:16

## Listas (versión de Kylie Minogue)
| Chart (1990)  | Máxima posición |
| ------------- | --------------- |
| Alemania      | 31              |
| Australia     | 20              |
| Bélgica       | 9               |
| Eslovenia     | 1               |
| Irlanda       | 2               |
| Israel        | 1               |
| Nueva Zelanda | 33              |
| Países Bajos  | 19              |
| Reino Unido   | 1               |
| Sudáfrica     | 10              |
| Suecia        | 3               |
| Suiza         | 23              |